# Expo 2000 (singel)
Expo 2000 är en maxisingel från december 1999 av den tyska gruppen Kraftwerk. Utgångspunkten var att Kraftwerk blev inbjudna av Expo 2000 i Hannover att göra en musikslinga som skulle fungera som en ljudsignatur. Kraftwerk skapade då en ljudslinga där en syntetisk röst sa Expo 2000 på sex olika språk. Resultatet blev inte vad organisatörerna hade tänkt sig och under en kort period fördes en medial debatt där vissa journalister anklagade Kraftwerk för att lura arrangörerna av Expo 2000 på pengar med en så simpel ljudslinga.
Hur som helst resulterade uppdraget i att Kraftwerk också gav ut en maxisingel med fyra låtar. Som vanligt när det handlar om Kraftwerk gavs skivan ut i en rad olika varianter och det existerar många olika versioner av låtarna. En av de vanligare låtförteckningarna ser ut så här:
1. Expo 2000 (Kling Klang Mix 2000) (6.48)
2. Expo 2000 (Kling Klang Mix 2001) (6.50)
3. Expo 2000 (Radio Mix) (3.35)
4. Expo 2000 (Kling Klang Mix 2002) (5.36)

Många musikjournalister såg denna maxisingel som det första nya material som Kraftwerk producerat sedan Electric Cafe 1986, det vill säga för 13 år sen. Medan andra, inklusive Kraftwerk själva, propagerade att albumet The Mix från 1991 också ska ses som en ny produktion med nya låtar.
Ungefär ett år senare i december 2000 kom maxisingeln Expo 2000 remix ut med remixade versioner gjorda av olika artister som exempelvis Underground Resistance, Orbital och François Kevorkian.
Även denna skiva gavs ut i olika varianter, men en vanlig låtförteckning ser ut så här:
1. Expo 2000 (DJ Rolando Mix) (7.29)
2. Expo 2000 (UR Thought 3 Mix) (2.43)
3. Expo 2000 (Underground Resistance Mix) (3.57)
4. Expo 2000 (UR Infiltrated Mix) (3.23)
5. Expo 2000 (Francois K + Rob Rives Mix) (7.20)
6. Expo 2000 (Orbital Mix) (4.55)